# (300053) 2006 UG172
(300053) 2006 UG172 es un asteroide perteneciente al cinturón de asteroides, descubierto el 21 de octubre de 2006 por el equipo del Spacewatch desde el Observatorio Nacional de Kitt Peak, Arizona, Estados Unidos.

## Designación y nombre
Designado provisionalmente como 2006 UG172.

## Características orbitales
2006 UG172 está situado a una distancia media del Sol de 3,044 ua, pudiendo alejarse hasta 3,230 ua y acercarse hasta 2,857 ua. Su excentricidad es 0,061 y la inclinación orbital 10,54 grados. Emplea 1940,18 días en completar una órbita alrededor del Sol.

## Características físicas
La magnitud absoluta de 2006 UG172 es 15,5.